# Sarpang (dystrykt)
Sarpang (w dżongkha: གསར་སྤང་ཇོང་ཁག Sarpang dzongkhag) – jeden z dwudziestu dystryktów (dzongkhag) Bhutanu. Znajduje się w południowej części kraju, graniczy z dystryktami Daganang i Cirang na zachodzie, dystryktem Trongsa na północy, dystryktem Żemgang na wschodzie oraz bezpośrednio z Indiami na południu.
Dystrykt ten jest jednym z największych dystryktów Bhutanu. Posiada 47 004 mieszkańców. Administracyjnie dzieli się na 14 tzw. "okręgów" (gewog):
| - Bhur Gewog, - Chhuzagang Gewog, - Dekiling Gewog, - Doban Gewog, - Gelephu Gewog, - Hilley Gewog, - Jigmechhoeling Gewog, | - Lhamoy Zingkha Gewog, - Nichula Gewog, - Sarpangtar Gewog, - Senghe Gewog, - Serzhong Gewog, - Taklai Gewog, - Umling Gewog. |